# Bellaghy
Bellaghy è una cittadina dell'Irlanda del Nord, che si trova nella parte meridionale della contea di Londonderry.